# Into the Dead
Into the Dead est un jeu vidéo d'action et de tir à la première personne développé et édité par PikPok, sorti en 2012 sur iOS, Android et Windows Phone.
Une suite intitulée Into the Dead 2: Zombie Survival est sortie sur Android, iOS et Nintendo Switch.

## Système de jeu
Les joueurs doivent courir dans un environnement regorgeant de zombies en se déplaçant à gauche ou à droite pour les esquiver. Le joueur n'a d'autre choix que d'avancer et d'aller le plus loin possible, avant de mourir inévitablement. Des armes peuvent être récupérées dans des caisses de ravitaillement lorsque le joueur passe devant elles.[citation nécessaire]

## Accueil
Le jeu a obtenu une note Metacritic de 84/100 sur la base de 11 critiques.
- Canard PC : 9/10[2]
- Gamezebo : 4,5/5[3]
- IGN : 7/10[4]
- TouchArcade : 4,5/5[5]